# Кызыл-Суу (Чуйская область)
Кызыл-Суу (кирг. Кызыл-Суу) — село в Кеминском районе Чуйской области Кыргызстана. Административный центр Алмалинского аильного округа. Код СОАТЕ — 41708 213 804 01 0.

## Население
| год     | 2009 | 2014 | 2015  |
| ------- | ---- | ---- | ----- |
| человек | 1430 | 1416 | 1 371 |